# تسهيل التجارة

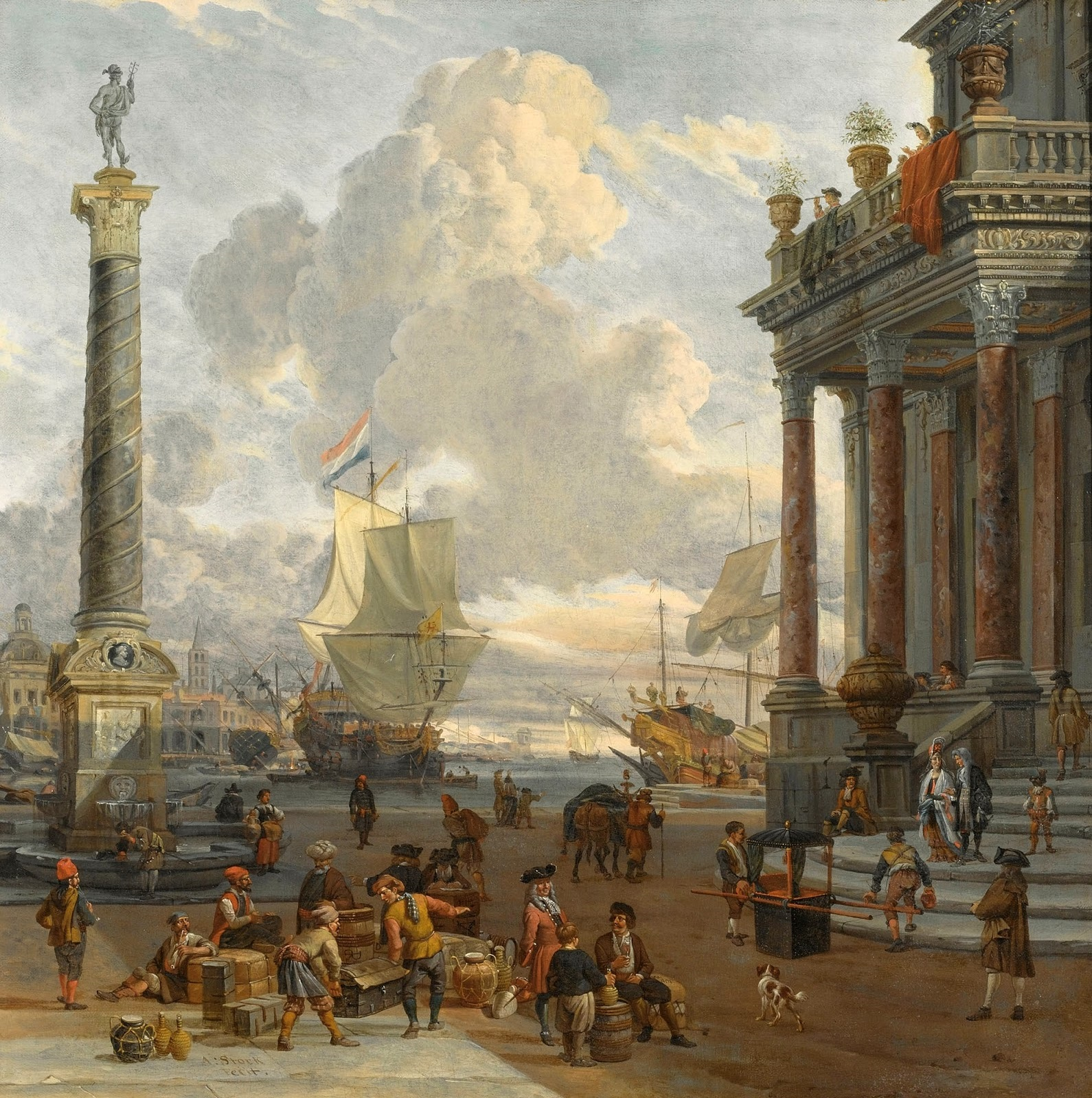

تسهيل التجارة هو موضوع يبحث كيفية تحسين الإجراءات والضوابط التي تحكم حركة البضائع عبر الحدود الوطنية وذلك من أجل تقليل أعباء التكلفة المرتبطة بها وتعظيم الكفاءة مع الحفاظ على الأهداف التنظيمية المشروعة. وقد تكون تكاليف الأعمال وظيفة مباشرة لجمع المعلومات وتسليم التصاريح أو نتيجة غير مباشرة للمراجعات على الحدود في شكل تأخير وفرض عقوبات وقتية مرتبطة بها ومنع الفرص التجارية وانخفاض القدرة التنافسية.
يختلف فهم واستخدام المصطلح «تسهيل التجارة» في المراجع النظرية مع الممارسة العملية. يتم استخدام مصطلح «تسهيل التجارة» كثيرًا من قبل المؤسسات التي تسعى لتحسين الواجهة التنظيمية بين الجهات الحكومية والتجار في إطار الحدود الوطنية. قامت منظمة التجارة العالمية، في إحدى العمليات التجارية عبر الإنترنت، بتعريف تسهيل التجارة في إحدى المرات بأنه: «تبسيط وتنسيق إجراءات التجارة الدولية» حيث تكون إجراءات التجارة هي «الأنشطة والممارسات والإجراءات المعنية التي تشترك في جمع وتقديم وتوصيل ومعالجة البيانات اللازمة لحركة البضائع في التجارة الدولية».
في تعريف هذا المصطلح، سيشير العديد من أنصار تسهيل التجارة إلى التمويل التجاري والإجراءات المتبعة للحصول على مدفوعات مالية (مثلاً عن طريق البنوك التجارية). على سبيل المثال، تحدد منظمة UN/CEFACT مصطلح تسهيل التجارة بأنه «تبسيط وتوحيد وتنسيق الإجراءات وتدفقات المعلومات المرتبطة اللازمة لنقل البضائع من البائع إلى المشتري وللحصول على المال».
أحيانًا، يمتد مصطلح تسهيل التجارة ليعالج جدول أعمال أوسع في التنمية الاقتصادية والتجارة ليشمل: تحسين البنية التحتية للنقل والتخلص من الفساد الحكومي وتحديث الإدارة الجمركية وإزالة الحواجز التجارية غير الجمركية الأخرى وكذلك التصدير والتسويق والترويج.

## أمثلة على النشاط التنظيمي في التجارة الدولية
ماليًا:
تحصيل الرسوم الجمركية ورسوم الإنتاج (الضريبة المحلية) والضرائب الأخرى غير المباشرة وآليات الدفع
السلامة والأمان:
الأمن وضوابط مكافحة التهريب والبضائع الخطرة والتحقق من المركبات والإجراءات الشكلية للهجرة والحصول على التأشيرات
البيئة والصحة:
الصحة النباتية والضوابط الصحية والبيطرية وتدابير الصحة والسلامة وضوابط معاهدة التجارة العالمية لأصناف الحيوان والنبات البري المهدد بالانقراض ونفايات السفن
حماية المستهلك:
اختبار المنتجات ولصق البطاقات عليها والتحقق من أنها مطابقة لمعايير التسويق (مثل الفاكهة والخضراوات)
السياسة التجارية:
إدارة قيود الحصص وإعادة تمويل الصادرات

## الموضوعات والقضايا في مجال تسهيل التجارة
تسهيل التجارة له جذور فكرية في مجالات السوقيات وإدارة سلسلة الإمداد. وينظر مجال تسهيل التجارة في التحسينات التشغيلية في التفاعل بين رجال الأعمال والحكومة وتكاليف التعاملات المرتبطة. وقد أصبح تسهيل التجارة سمة أساسية في برامج تأمين سلسلة الإمداد والتحديث الجمركي. وفي سياق التنمية الاقتصادية أصبح مهمًا أيضًا في جولة الدوحة للتنمية. ومع ذلك، فإنه يعد سمة بارزة في المبادرات الأحادية والثنائية التي تسعى لتحسين بيئة التجارة وتعزيز القدرة التنافسية التجارية. وأحيانًا توجد الإشارة إلى تسهيل التجارة في سياق «التنظيم الأفضل». وستركز بعض المنظمات التي تروج لتسهيل التجارة على قص الشريط الأحمر في التجارة الدولية بوصفه هدفها الرئيسي. وتُفهم الأفكار والمفاهيم المنشورة لإصلاح إجراءات التجارة والجمارك بشكل عام من المواضيع التالية:
- قواعد وإجراءات بسيطة
- تجنب الازدواجية
- مذكرات التفاهم (MoUs)
- تنظيم الإجراءات والالتزام بالاتفاقيات الدولية
- التشاور التجاري
- قواعد وإجراءات شفافة وقابلة للتشغيل
- تكييف الممارسات التجارية
- المرونة التشغيلية
- معايير الخدمة العامة ومقاييس الأداء
- آليات للإصلاحات والطعون
- التنفيذ العادل والملائم
- تناسب التشريع والرقابة على المخاطر
- تدابير وقت الإصدار
- إدارة المخاطر وتراخيص التاجر
- توحيد الوثائق ومتطلبات البيانات الإلكترونية
- التشغيل الآلي
- التبادل الإلكتروني للبيانات التجارية الدولية
- نظام النافذة الواحدة

## وصلات خارجية
- AUSTRIAPRO: AUSTRIAPRO is an association affiliated with the Austrian Federeal Economic Chamber.
- Asia-Pacific Research and Training Network on Trade (ARTNeT)
- Global Facilitation Partnership: A collaborative tool for practitioners and policy makers involved in trade facilitation and transport facilitation (TTF).
- SITPRO: United Kingdom's Trade Facilitation Agency dedicated to making international trade simpler by cutting red tape.
- SWEPRO: SWEPRO is Sweden's forum for discussion and information on international work for all issues related to simplification of trade procedures.
- TFC Publications Collection of trade facilitation papers
- Trade Costs and Facilitation: The Development Dimension: A World Bank research project on trade facilitation and development.
- United Nations Centre for Trade Facilitation and Electronic Business Webage with links to UN Trade Facilitation Recommendations
- World Customs Journal: Special Issue on Trade Facilitation (free access)